# Lexington Park
Lexington Park é uma Região censo-designada localizada no estado americano de Maryland, no Condado de Saint Mary's.

## Demografia
Segundo o censo americano de 2000, a sua população era de 11.021 habitantes.

## Geografia
De acordo com o United States Census Bureau tem uma área de
21,0 km², dos quais 20,7 km² cobertos por terra e 0,3 km² cobertos por água.

## Localidades na vizinhança
O diagrama seguinte representa as localidades num raio de 20 km ao redor de Lexington Park.